# Lukuas
Lukuas of Andreas (zijn Griekse naam) was een rebellenleider (soms koning genoemd) tijdens de Kitosoorlog (115-117). Hij was van Joodse afkomst en leefde in Cyrenaica (Noord-Afrika).

## Achtergrond
Tijdens de Romeins-Parthische oorlog (113-117) onder keizer Trajanus werd de stad Babylon, waar een grote Joodse diaspora woonde, hard aangepakt. Het gevolg was dat her en der in het Romeinse Rijk, Joodse opstanden uitbraken.
In de streek waar de Romeinse generaal Lusius Quietus, die leiding in Mesopotamia had, brak er ook een opstand uit onder leiding van de obscure Lukuas. Aangezien het gros van de Romeinse troepen in het oosten verbleef, kon hij vlug Noord-Afrika doorkruisen, een spoor van vernieling achterlatend. In Alexandrië, de hoofdstad van Alexandria et Aegyptus, die hij in brand stak en waar hij het graf van Pompeius vernietigde, werd hij gestuit door generaal Quintus Marcius Turbo. De opstand werd met harde hand neergeslagen. Lukuas vluchtte naar Judea, waar hij vermoedelijk werd geëxecuteerd.